# 多爾濟帕拉穆

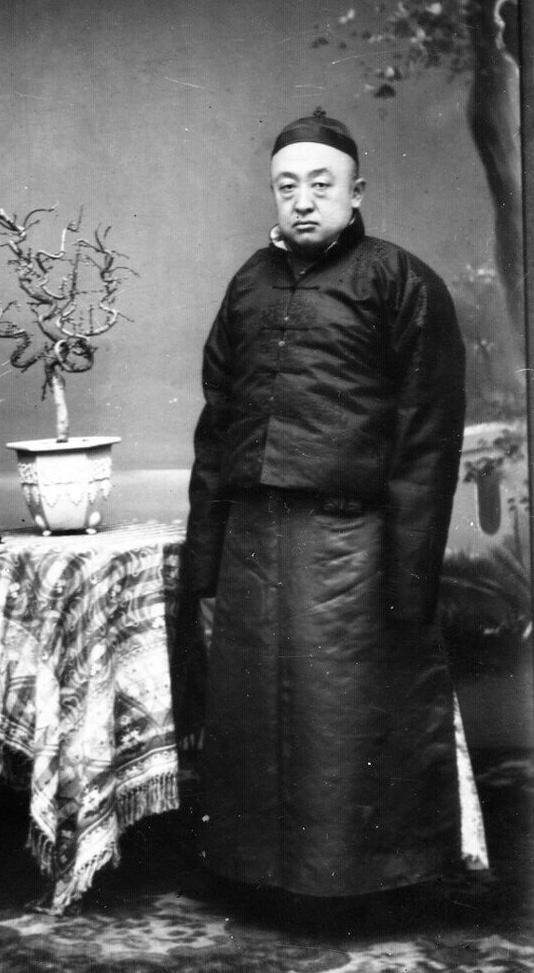
多尔济帕拉穆

多爾濟帕拉穆（19世紀？—20世紀？），又作多爾濟帕拉木，博爾濟吉特氏，蒙古族，清朝喀尔喀蒙古车臣汗部中右旗人，末任车臣汗部中右旗札萨克多罗郡王。

## 生平
清光绪十年（1884年），多尔济帕拉穆袭爵。光绪十五年（1890年），奉命在乾清门行走。光绪十七年（1892年）命在御前行走。光绪二十年（1894年）赏穿亲王补服。因为报效巨款和防边出力等等，多尔济帕拉穆多次受到清廷的奖赏。他还长年担任车臣汗部盟长。1910年至1912年，多尔济帕拉穆担任清朝资政院外藩王公世爵议员，为克鲁伦巴尔和屯盟的代表。

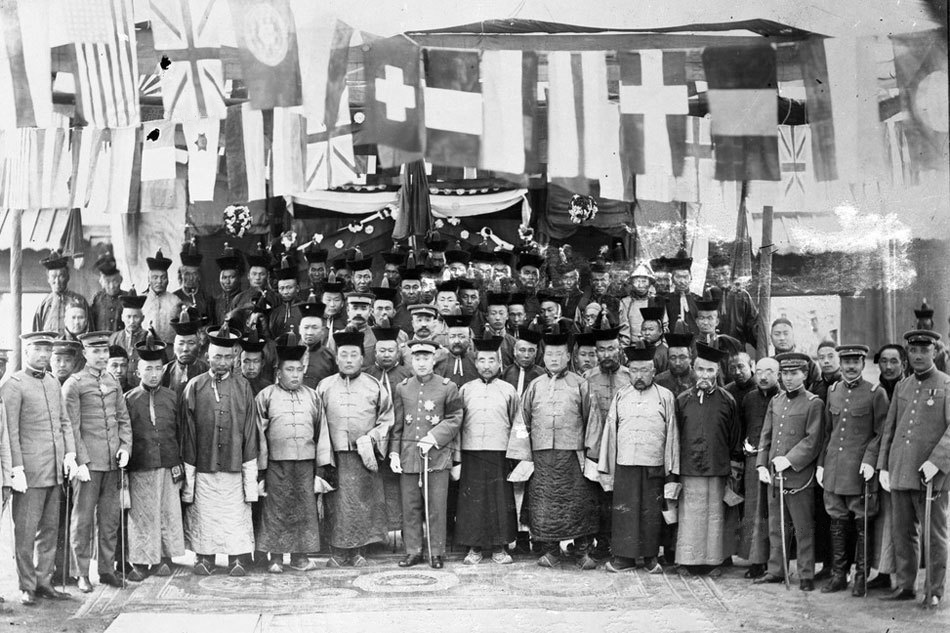
北洋军阀占领外蒙古後与王公合影，前排徐树铮右边第三个为多尔济帕拉穆

1911年外蒙古独立后，清廷試圖利用當時在北京的多爾濟帕拉穆和那彥圖，迫使蒙古取消獨立。北京方面派多尔济帕拉穆等人前往库伦，被博克多汗的政府拒绝入境，但他还是在1912年3月一个人抵达了京都库伦。回到蒙古后不久，他又宣称自己才是蒙古独立的首倡者，因其欺瞒行为引发蒙古人的不满，蒙古司法部宣判其有罪，剥夺了他的扎薩克和车臣汗部盟长职务，後獲博克多汗特赦免於死罪。1913年，因繼任扎薩克的扎密养乔伊尔苏伦在博克多汗宮內無禮，他又恢復了爵位。1915年1月到10月，他擔任大蒙古國軍事部大臣，隨後突然辭職。1919年北洋軍佔領外蒙古後，他與其勾結鎮壓革命，其子還搶走了革命者达理扎布·洛索勒的妻子。1921年初，白俄恩琴男爵率兵攻佔庫倫時他正在城內，亞洲騎兵師籌組蒙古新政府的活動他也有參與，之後回到本旗。7月蒙古建立革命政府後，蒙古人民黨要求其到庫倫，他怕被追究責任，於8月逃往海拉爾。後在成德陪同下先後到奉天、北京，覲見了中華民國大總統和清遜帝溥儀等人。他在蒙古的爵位也再次被廢除，由該旗閒散貝勒扎密养乔伊尔苏伦取代。他到北京後居住在章嘉呼圖克圖的嵩祝寺內。1922年7月6日，北洋政府晉封多爾濟帕拉木為親王，但此時其已無實權。此後其生平不詳。